# Epanthidium dilmae
Epanthidium dilmae là một loài Hymenoptera trong họ Megachilidae. Loài này được Urban mô tả khoa học năm 1991.